# Мючел
Мючел, мюче (кирг. Мүчөл, хак. Мӱчел) — двенадцатилетний животный цикл киргизского народного и хакасского шаманского календарей, с некоторыми расхождениями, в целом, совпадает с китайским циклом Шэн сяо (кит. 生肖). С мюче связаны обычаи называть детей по году рождения, например: Кюске, Хозан, Адай и др.
1. чычкан/кюске чылы — год мыши,
2. уй/инек чылы — год коровы,
3. жолборс/тюльгю чылы — год тигра/лисы,
4. коён/хозан чылы — год зайца,
5. балык/килески чылы — год рыбы/ящерицы,
6. жылан/чылан чылы — год змеи,
7. жылкы/чылгы чылы — год лошади,
8. кой/кой чылы — год овцы,
9. мечин/кизи (маймун) чылы — год человека (обезьяны),
10. тоок/танах (турна) чылы — год курицы (журавля),
11. ит/адай чылы — год собаки,
12. доңуз/сосха чылы — год свиньи.